# Губернатор Свердловской области

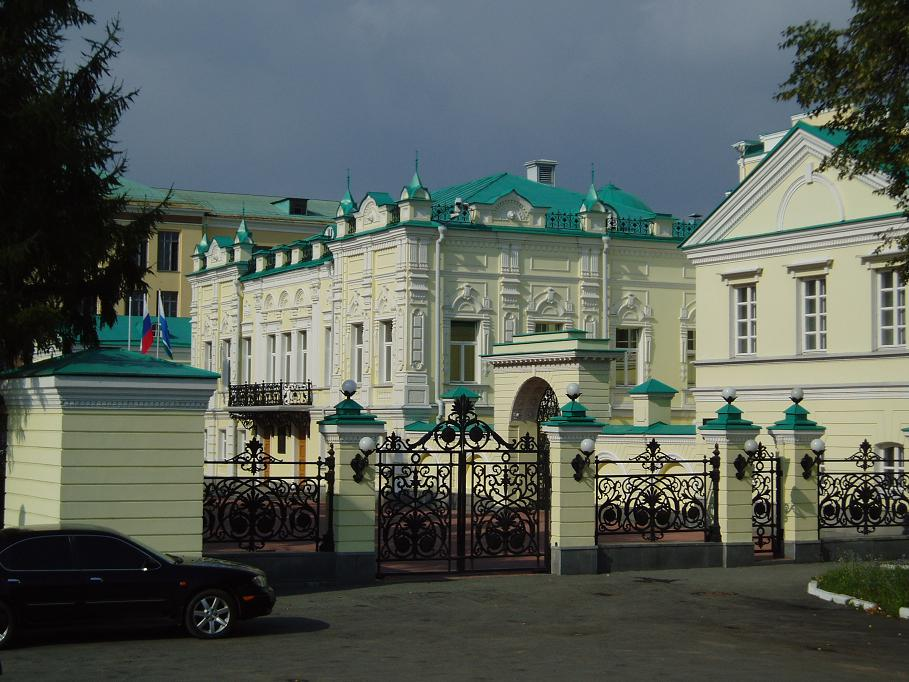
Резиденция губернатора Свердловской области

Губерна́тор Свердло́вской о́бласти — высшая региональная должность Свердловской области, возглавляющее систему органов исполнительной власти области — Правительство Свердловской области. Многие полномочия Губернатора Свердловской области либо имеют непосредственно исполнительный характер, либо приближены к исполнительной власти.
Губернатор Свердловской области является прав и свобод человека и гражданина в Свердловской области, а также определяет основные направления внутренней и внешней политики Свердловской области.

## История

### До учреждения должности (1990 — 1995)
До 1990 года, фактическим высшим должностным лицом области был 1-й секретарь Свердловского обкома КПСС. Исполнительные функции осуществлял формируемый областным советом облисполком, председатель которого был номинальным высшим должностным лицом, а фактически — вторым по значимости. 
Весной 1990 года после отмены 6-й статьи Конституции СССР и очередных выборов местных советов роль облсовета и облисполкома существенно повысилась. В Свердловской области посты председателей облсовета и облисполкома были совмещены, в 1990-91 годов их занимал Э. Э. Россель. После августовских событий 1991 годов исполкомы всех уровней стали заменяться администрациями, и 16 октября 1991 года Э. Э. Россель был назначен главой администрации Свердловской области. 21 октября 1991 облисполком был упразднён.
Уставом Свердловской области, принятым в конце 1994 года, предусматривалось, что до первых выборов губернатора Свердловской области высшим должностным лицом остаётся глава администрации Свердловской области.
30 августа 1995 года, указом губернатора Свердловской области № 3 полномочия главы администрации Свердловской области были прекращены «задним числом» с 24 августа 1995 года (25 августа 1995 года аналогичный указ был подписан президентом РФ), а администрация Свердловской области была упразднена.
Список высших должностных лиц области с 1990 по 1995 год:
- Россель Эдуард Эргартович — председатель Свердловского облисполкома (2 апреля 1990 — 16 октября 1991 г.), председатель Свердловского облсовета (июль 1990 — 19 ноября 1991 г.), глава администрации Свердловской области (16 октября 1991 — 10 ноября 1993 г.);
- Трушников Валерий Георгиевич — и. о. главы администрации Свердловской области (10 ноября 1993 — 6 января 1994 г.);
- Страхов Алексей Леонидович — глава администрации Свердловской области (6 января 1994 — 24 августа 1995 г.).

### История должности (1995 —н.в.)
Должность Губернатора Свердловской области учреждена 25 ноября 1994 года на основании утверждённого Устава Свердловской области, который был принят большинством Свердловской областной думой, а точнее Областной закон от 05.12.1994 № 13-ОЗ «Об Уставе Свердловской области».
4 марта 1995 г. Свердловская областная дума назначила первые выборы губернатора на 18 июня 1995 года. В соответствии с указом президента РФ № 1969 от 3 октября 1994 г. «О мерах по укреплению исполнительной власти в Российской Федерации» на проведение выборов требовалось разрешение президента Российской Федерации, оно было получено только 11 мая 1995 г., поэтому дата выборов была перенесена на 6 августа 1995 г.
6 августа 1995 г. прошёл первый тур выборов губернатора Свердловской области, наибольшее количество голосов набрали действующий глава администрации А. Л. Страхов и председатель Свердловской областной думы Э. Э. Россель.
20 августа 1995 г. во втором туре выборов победил Э. Э. Россель. 23 августа он вступил в должность губернатора Свердловской области.
I тур вторых выборов губернатора Свердловской области прошёл 29 августа 1999 г. Во II тур вышли действующий губернатор Э. Э. Россель и депутат Палаты представителей А. Л. Бурков. 12 сентября 1999 г. во втором туре победил Э. Э. Россель. 17 сентября 1999 г. он вновь вступил в должность.
Третьи выборы губернатора Свердловской области проходили в сентябре 2003 года. В I туре (7 сентября 2003 г.) наибольшее число голосов набрали действующий губернатор Э. Э. Россель и депутат Палаты представителей А. А. Баков. Во II туре (21 сентября 2003 г.) снова победил Э. Э. Россель. В третий раз он вступил в должность 26 сентября 2003 г.
С февраля 2005 г. вместо выборов была введена процедура наделения гражданина РФ полномочиями губернатора Свердловской области. Наделение полномочиями стало осуществляться Законодательным собранием Свердловской области (на совместном заседании палат) по представлению президента РФ. В ноябре 2005 Э. Э. Россель поставил перед президентом РФ вопрос о доверии и 21 ноября 2005 г. был наделён полномочиями по новой процедуре сроком до ноября 2009 г. и вступил в должность четвёртый раз.
10 ноября 2009 г. президент РФ предложил Александра Мишарина на пост главы Свердловской области, тем самым прервав без малого 20-летнее правление регионом Э. Э. Росселя. 17 ноября 2009 года кандидатура Мишарина на пост губернатора Свердловской области была утверждена большинством голосов депутатов Законодательного собрания Свердловской области.
В соответствии с указами президента Российской Федерации на период с 10 декабря 2011 года по 5 февраля 2012 года (на время действия обстоятельств, препятствующих осуществлению Мишариным А. С. своих полномочий) временно исполняющим обязанности губернатора Свердловской области являлся действующий Председатель Правительства Свердловской области А. Л. Гредин. Данный случай подобного наделения полномочиями президентом Российской Федерации стал вторым в современной истории России.
14 мая 2012 г. А. Мишарин ушел в отставку по собственному желанию. И. о. губернатора был назначен полпред президента в УрФО Е. В. Куйвашев. 24 мая 2012 года президент России Владимир Путин внёс в Законодательное Собрание Свердловской области кандидатуру Евгения Куйвашева для наделения полномочиями губернатора Свердловской области. Кандидатура была поддержана большинством голосов депутатов Законодательного собрания Свердловской области, и 29 мая 2012 года Евгений Куйвашев официально вступил в должность губернатора области.
С июня 2012 года в России возвращены прямые выборы глав регионов, однако впоследствии в Государственную Думу был внесён и одобрен законопроект, позволяющий законодательным собраниям регионов самостоятельно определять порядок наделения губернаторов полномочиями. Евгений Куйвашев заявил, что выборы губернатора Свердловской области будут сохранены.
18 сентября 2016 года губернатор Куйвашев принял участие в выборах в Законодательное собрание Свердловской области, возглавив список партии «Единая Россия». После выборов Куйвашев уступил свой депутатский мандат, не начав исполнять обязанности депутата.
17 апреля 2017 года Куйвашев подал в отставку и был назначен временно исполняющим обязанности «до вступления в должность лица, избранного губернатором Свердловской области». На выборах 10 сентября одержал победу с результатом 62,16 %. 11 сентября 2022 года Куйвашев вновь одержал победу на выборах губернатора с результатом в 65,78 % голосов. 
26 марта 2025 года Евгений Куйвашев подал в отставку; временно исполняющим обязанности губернатора Свердловской области назначен Денис Паслер, ранее бывший губернатором Оренбургской области (с 2019) и председателем правительства Свердловской области (2012—2016).

## Правовой статус и полномочия
В соответствии со статьёй 43 Устава Свердловской области срок полномочий губернатора Свердловской области — 5 лет, должность не может замещаться более двух сроков подряд.
Полномочия губернатора Свердловской области регламентированы статьёй 44 Устава Свердловской области:
- защищает права и свободы человека и гражданина, обеспечивает законность, правопорядок и общественную безопасность на территории Свердловской области;
- обнародует либо отклоняет законы Свердловской области;
- определяет основные направления внутренней, бюджетной и налоговой политики Свердловской области, социально-экономического развития Свердловской области, развития международных и внешнеэкономических связей Свердловской области, развития межрегиональных связей Свердловской области;
- представляет Свердловскую область в отношениях с федеральными органами государственной власти, органами государственной власти других субъектов Российской Федерации, органами местного самоуправления и при осуществлении международных и внешнеэкономических связей;
- представляет в Законодательное собрание Свердловской области проект договора о разграничении предметов ведения и полномочий между органами государственной власти Российской Федерации и органами государственной власти Свердловской области для одобрения;
- подписывает договоры и соглашения Свердловской области, в том числе соглашения Свердловской области об осуществлении международных и внешнеэкономических связей, соглашения Свердловской области об осуществлении межрегиональных связей;
- обеспечивает координацию деятельности исполнительных органов государственной власти Свердловской области с иными органами государственной власти Свердловской области и в соответствии с федеральным законодательством может организовывать взаимодействие органов исполнительной власти Свердловской области с федеральными органами исполнительной власти и их территориальными органами, органами местного самоуправления муниципальных образований, расположенных на территории Свердловской области, и общественными объединениями;
- представляет Президенту Российской Федерации доклады о фактически достигнутых и планируемых значениях показателей для оценки эффективности деятельности исполнительных органов государственной власти Свердловской области;
- вправе требовать созыва внеочередного заседания Законодательного Собрания Свердловской области, а также созывать вновь избранное Законодательное Собрание Свердловской области на первое заседание ранее срока, установленного для этого Законодательному Собранию Свердловской области Уставом Свердловской области;
- вправе участвовать в работе Законодательного Собрания Свердловской области с правом совещательного голоса;
- представляет Законодательному Собранию Свердловской области бюджетные послания и проекты законов Свердловской области об областном бюджете, проекты законов Свердловской области о программе социально-экономического развития Свердловской области и отчёты о выполнении программ социально-экономического развития Свердловской области;
- представляет Законодательному Собранию Свердловской области ежегодные отчёты о результатах деятельности Правительства Свердловской области, в том числе по вопросам, поставленным Законодательным Собранием Свердловской области;
- назначает на должность и освобождает от должности вице-губернатора Свердловской области;
- определяет полномочия вице-губернатора Свердловской области;
- определяет в соответствии с системой исполнительных органов государственной власти Свердловской области, установленной законом Свердловской области, структуру исполнительных органов государственной власти Свердловской области;
- формирует Правительство Свердловской области, назначает на должность с согласия Законодательного Собрания Свердловской области председателя Правительства Свердловской области, назначает по представлению председателя Правительства Свердловской области на должность иных членов Правительства Свердловской области, принимает решение об отставке Правительства Свердловской области, председателя Правительства Свердловской области и иных членов Правительства Свердловской области;
- представляет Законодательному Собранию Свердловской области кандидатуры для получения согласия на назначение на должности руководителей уполномоченных исполнительных органов государственной власти Свердловской области в сферах финансов и социальной защиты населения, основного органа по управлению государственным имуществом Свердловской области;
- назначает на должность и освобождает от должности по представлению председателя Правительства Свердловской области руководителей областных исполнительных органов государственной власти Свердловской области, в том числе руководителей уполномоченных исполнительных органов государственной власти Свердловской области в сферах финансов и социальной защиты населения, основного органа по управлению государственным имуществом Свердловской области, и руководителей территориальных исполнительных органов государственной власти Свердловской области;
- определяет состав и порядок деятельности президиума Правительства Свердловской области;
- вправе отменять либо приостанавливать действие нормативных правовых актов, принимаемых Правительством Свердловской области, областными и территориальными исполнительными органами государственной власти Свердловской области, или отдельных положений этих правовых актов;
- представляет Законодательному Собранию Свердловской области кандидатуры для назначения судьями Уставного Суда Свердловской области;
- представляет Законодательному Собранию Свердловской области кандидатуры для назначения Уполномоченного по правам человека в Свердловской области, Уполномоченного по правам ребёнка в Свердловской области;
- согласовывает назначение на должность прокурора Свердловской области;
- назначает половину членов Избирательной комиссии Свердловской области;
- наделяет гражданина Российской Федерации полномочиями члена Совета Федерации Федерального Собрания Российской Федерации — представителя от Губернатора Свердловской области;
- образует Администрацию Губернатора Свердловской области;
- формирует и возглавляет Совет общественной безопасности Свердловской области, координирует работу правоохранительных органов на территории Свердловской области;
- вправе создавать постоянные и временные координационные, консультативные, совещательные комиссии и советы;
- представляет в Законодательное Собрание Свердловской области кандидатуры одной трети членов конкурсной комиссии для рассмотрения кандидатур на замещение должности главы местной администрации в муниципальном районе (городском округе), расположенном на территории Свердловской области;
- обращается в Конституционный Суд Российской Федерации с запросами о соответствии Конституции Российской Федерации нормативных правовых актов и договоров, определённых Конституцией Российской Федерации, обращается в суды общей юрисдикции, арбитражные суды, Уставный Суд Свердловской области;
- награждает наградами Свердловской области и наградами Губернатора Свердловской области, присваивает почётные звания Свердловской области, учреждает премии и стипендии Губернатора Свердловской области;
- на основании и во исполнение Конституции Российской Федерации, федеральных законов, нормативных правовых актов Президента Российской Федерации, постановлений Правительства Российской Федерации, Устава Свердловской области и законов Свердловской области издаёт указы и распоряжения;
- осуществляет иные полномочия в соответствии с федеральными законами, Уставом Свердловской области и законами Свердловской области.

## Порядок избрания
Кандидатом на должность губернатора может быть гражданин России не моложе 30 лет, не имеющий иностранного гражданства или права на постоянное проживание в иностранном государстве. Выдвижение допустимо исключительно от зарегистрированных политических партий: самовыдвижение не предусмотрено.
Губернатор Свердловской области избирается жителями Свердловской области на основе всеобщего равного и прямого избирательного права при тайном голосовании.

## Список
| №     | Фотография | Фамилия, имя, отчество, годы жизни        | Партия          | Партия               | Срок                  | Полномочия            | Полномочия                                                                            | Выборы                                                                                | Выборы                                              |
| №     | Фотография | Фамилия, имя, отчество, годы жизни        | Партия          | Партия               | Срок                  | Начало                | Конец                                                                                 | Дата                                                                                  | Результат                                           |
| ----- | ---------- | ----------------------------------------- | --------------- | -------------------- | --------------------- | --------------------- | ------------------------------------------------------------------------------------- | ------------------------------------------------------------------------------------- | --------------------------------------------------- |
| 1     |            | Россель Эдуард Эргартович (род. 1937)     |                 | «Преображение Урала» | I                     | 23 августа 1995 года  | 17 сентября 1999 года                                                                 | 6 августа 1995 года (первый тур) 20 августа 1995 года (второй тур)                    | 28,5 % (первый тур) 59 % (второй тур)               |
| 1     |            | Россель Эдуард Эргартович (род. 1937)     | II              | «Преображение Урала» | 17 сентября 1999 года | 26 сентября 2003 года | 29 августа 199 года (первый тур) 12 сентября 1999 года (второй тур)                   | 38,77 % (первый тур) 63,07 % (второй тур)                                             |                                                     |
| 1     |            | Россель Эдуард Эргартович (род. 1937)     | «Единая Россия» | III                  | 26 сентября 2003 года | 21 ноября 2005 года   | 7 сентября 2003 года (первый тур) 21 сентября 2003 года (второй тур)                  | 42,85 % (первый тур) 55,53 % (второй тур)                                             |                                                     |
| 1     |            | Россель Эдуард Эргартович (род. 1937)     | «Единая Россия» | IV                   | 21 ноября 2005 года   | 23 ноября 2009 года   | Назначен Президентом РФ с утверждением Законодательным собранием Свердловской области | Назначен Президентом РФ с утверждением Законодательным собранием Свердловской области |                                                     |
| 2     |            | Мишарин Александр Сергеевич (род. 1959)   |                 | «Единая Россия»      | I                     | 23 ноября 2009 года   | Назначен Президентом РФ с утверждением Законодательным собранием Свердловской области | Назначен Президентом РФ с утверждением Законодательным собранием Свердловской области | 14 мая 2012 года                                    |
| 3     |            | Куйвашев Евгений Владимирович (род. 1971) |                 | «Единая Россия»      | I                     | 14 мая 2012 года      | Назначен Президентом РФ с утверждением Законодательным собранием Свердловской области | Назначен Президентом РФ с утверждением Законодательным собранием Свердловской области | 18 сентября 2017 года                               |
| 3     |            | Куйвашев Евгений Владимирович (род. 1971) | II              | «Единая Россия»      | 18 сентября 2017 года | 18 сентября 2022 года | 10 сентября 2017 года                                                                 | 62,16 %                                                                               |                                                     |
| 3     |            | Куйвашев Евгений Владимирович (род. 1971) | III             | «Единая Россия»      | 19 сентября 2022 года | 26 марта 2025 года    | 11 сентября 2022 года                                                                 | 65,78 %                                                                               |                                                     |
| и. о. |            | Паслер Денис Владимирович (род. 1978)     |                 | «Единая Россия»      | —                     | 26 марта 2025 года    | —                                                                                     | Назначен Президентом РФ как исполняющий обязанности                                   | Назначен Президентом РФ как исполняющий обязанности |